# Kanakubo Yoshifumi
Yoshifumi Kanakubo (sinh ngày 19 tháng 4 năm 1970) là một cầu thủ bóng đá người Nhật Bản.

## Sự nghiệp câu lạc bộ
Yoshifumi Kanakubo đã từng chơi cho Mito HollyHock.